# Deflate
Deflate – algorytm kompresji oparty na LZ77 i kodowaniu Huffmana, określony standardem RFC 1951 ↓.
Standardy RFC 1950 ↓ oraz RFC 1952 ↓ określają formaty używane do składowania danych skompresowanych za pomocą algorytmu deflate.
Algorytm ten stosowany jest m.in. w formacie PNG oraz programach do kompresji gzip i PKZIP, natomiast popularna wolnodostępna jego implementacja znajduje się w bibliotece zlib.